# バングラデシュの行政区画

バングラデシュの8管区

バングラデシュの最上位の行政単位は、8つある管区である。
それぞれ中心となる都市の名がつけられている。
しかし、管区には実質的な機能はなく、その下にある県(Zila)が地方行政の主位的単位となる。

## 管区
独立時は4つであった管区は、人口増加に伴い2015年現在では8つに増加した。
また、2つの管区が計画されている。
| # | 管区             | ベンガル語 | 英語訳              | 中心都市     | 面積 （km²） | 人口 （2016年） |
| - | ---------------- | ---------- | ------------------- | ------------ | ------------ | --------------- |
| 1 | バリサル管区     | বরিশাল বিভাগ   | Barisal Division    | バリサル     | 13,225.20    | 9,145,000       |
| 2 | チッタゴン管区   | চট্টগ্রাম বিভাগ | Chittagong Division | チッタゴン   | 33,908.55    | 31,980,000      |
| 3 | ダッカ管区       | ঢাকা বিভাগ     | Dhaka Division      | ダッカ       | 20,508.98    | 40,171,000      |
| 4 | クルナ管区       | খুলনা বিভাগ    | Khulna Division     | クルナ       | 22,284.22    | 17,252,000      |
| 5 | ラジシャヒ管区   | রাজশাহী বিভাগ   | Rajshahi Division   | ラジシャヒ   | 18,153.08    | 20,412,000      |
| 6 | ロンプール管区   | রংপুর বিভাগ    | Rangpur Division    | ロンプール   | 16,184.99    | 17,602,000      |
| 7 | シレット管区     | সিলেট বিভাগ    | Sylhet Division     | シレット     | 12,635.22    | 11,291,000      |
| 8 | マイメンシン管区 | ময়মনসিংহ বিভাগ | Mymensingh Division | マイメンシン | 10,668.68    | 12,368,000      |

### 変遷
- ～1993年：バリサル管区がクルナ管区より分離
- ～1998年：シレット管区がチッタゴン管区より分離
- 2010年1月25日：ロンプール管区がラジシャヒ管区より分離
- 2015年9月15日：マイメンシン管区がダッカ管区より分離[3]

### 計画されている管区
- クミッラ管区（英語版）（কুমিল্লা বিভাগ, Comilla Division）：中心都市はクミッラ。チッタゴン管区より分離予定。
- ファリドプル管区（英語版）（ফরিদপুর বিভাগ, Faridpur Division）：中心都市はファリドプル（英語版）。ダッカ管区より分離予定。

## 県
2005年1月現在、64県が存在する。
【クルナ管区】
1. バゲルハット県（Bagerhat District） (বাগেরহাট Bagerhaţ)
2. チュアダンガ県（Chuadanga District） (চুয়াডাঙা Chuađaņa)
3. ジョソール県（Jessore District） (যশোর Jôshor)
4. ジェナイダ県（Jhenaidah District） (ঝিনাইদহ Jhinaidôh)
5. クルナ県（Khulna District） (খুলনা Khulna)
6. クスティア県（Kushtia District） (কুষ্টিয়া Kushţia)
7. マグラ県（英語版）（Magura District） (মাগুরা Magura)
8. メヘルプール県（英語版）（Meherpur District） (মেহেরপুর Meherpur)
9. ナライル県（英語版）（Narail District） (নড়াইল Nôŗail)
10. シャスキラ県（英語版）（Satkhira District） (সাতক্ষীরা Shatkhira)

【シレット管区】
1. ハビガンジ県（Habiganj District） (হবিগঞ্জ Hobigônj)
2. マウルビバザール県（Maulvibazar District） (মৌলভীবাজার Maulbhibajar)
3. スナマンジ県（英語版）（Sunamganj District） (সুনামগঞ্জ Shunamgônj)
4. シレット県（英語版）（Sylhet District） (সিলেট Sileţ)

【ダッカ管区】
1. ダッカ県（Dhaka） (ঢাকা Đhaka)
2. ファリドプル県（英語版）（Faridpur District） (ফিরদপুর Foridpur)
3. ガジプル県（英語版）（Gazipur District） (গাজীপুর Gajipur)
4. * ゴパルガンジュ県（英語版）（Gopalganj District） (গোপালগঞ্জ Gopalgônj)
5. キショレガンジュ県（英語版）（Kishoreganj District） (কিশোরগঞ্জ Kishorgônj)
6. * マダリプル県（英語版）（Madaripur District） (মাদারীপুর Madaripur)
7. マニクガンジュ県（英語版）（Manikganj District） (মানিকগঞ্জ Manikgônj)
8. ムンシガンジュ県（英語版）（Munshiganj District） (মুন্সীগঞ্জ Munshigônj)
9. ナラヤンガンジュ県（英語版）（Narayanganj District） (নারায়ণগঞ্জ Naraeongônj)
10. ナルシングディ県（英語版）（Narsingdi District） (নরসিংদী Nôrshiņdi)
11. * ラジバリ県（英語版）（Rajbari District） (রাজবাড়ী Rajbaŗi)
12. * シャリアトプル県（英語版）（Shariatpur District） (শরীয়তপুর Shoriotpur)
13. タンガイル県（英語版）（Tangail District） (টাঙ্গাইল Ţaņgail)

*：ファリドプル管区に含まれる県（計画中）
【マイメンシン管区】
1. ジャマルプル県（英語版）（Jamalpur District） (জামালপুর Jamalpur)
2. マイメンシン県（英語版）（Mymensingh District） (ময়মনসিংহ Môemonshiņho)
3. ネトラコナ県（英語版）（Netrakona District） (নেত্রকোনা Netrokona)
4. シェルプル県（英語版）（Sherpur District） (শেরপুর Sherpur)

【チッタゴン管区】
1. バンドルボン県（英語版）（Bandarban District） (বান্দরবান Bandorban)
2. * ブラモンバリア県（英語版）（Brahmanbaria District） (ব্রাহ্মনবাড়ীয়া Bramhonbaŗia)
3. * チャンドプール県（英語版）（Chandpur District） (চাঁদপুর Chãdpur)
4. チッタゴン県（英語版）（Chittagong District） (চট্টগ্রাম Chôţţogram)
5. * クミッラ県（英語版）（Comilla District） (কুমিল্লা Kumilla)
6. コックスバザール県（英語版）（Cox's Bazar District） (কক্সবাজার Kôksbajar)
7. * フェニー県（英語版）（Feni District） (ফেনী Feni)
8. カグラチュリ県（英語版）（Khagrachari District） (খাগড়াছড়ি Khagŗachhoŗi)
9. * ラクシュミプール県（英語版）（Lakshmipur District） (লক্ষীপুর Lokkhipur)
10. * ノアカリ県（英語版）（Noakhali District） (নোয়াখালী Noakhali)
11. ランガマティ県（英語版）（Rangamati District） (রাঙ্গামািট Raņamaţi)

*：クミッラ管区に含まれる県（計画中）
【バリサル管区】
1. ボルグナ県（Barguna district） (বরগুনা Bôrguna)
2. バリサル県（英語版）（Barisal District） (বরিশাল Borishal)
3. ボラ県（英語版）（Bhola District） (ভোলা Bhola)
4. ジョルコタ県（英語版）（Jhalokati District） (ঝালকাঠী Jhalokaţhi)
5. パトゥアカリ県（英語版）（Patuakhali District） (পটুয়াখালী Poţuakhali)
6. ピロジプール県（英語版）（Pirojpur District） (পিরোজপুর Pirojpur)

【ラジシャヒ管区】
1. ボグラ県（英語版）（Bogra District） (বগুরা Bogura)
2. ジョイプールハット県（英語版）（Jaipurhat District） (জয়পুরহাট Jôepurhaţ)
3. ナオガオン県（英語版）（Naogaon District） (নওগাঁ Nôogão)
4. ナトール県（英語版）（Natore District） (নাটোর Naţor)
5. ナワバンジ県（英語版）（Nawabganj District） (নওয়াবগঞ্জ Nôoabgônj)
6. パブナ県（英語版）（Pabna District） (পাবনা Pabna)
7. ラジシャヒ県（英語版）（Rajshahi District） (রাজশাহী Rajshahi)
8. シラジガンジ県（英語版）（Sirajganj District） (সিরাজগঞ্জ Shirajgônj)

【ロンプール管区】
1. ディナジプール県（英語版）（Dinajpur District） (দিনাজপুর Dinajpur)
2. ガイバンダ県（英語版）（Gaibandha District） (গাইবান্ধা Gaibandha)
3. クリグラム県（英語版）（Kurigram District） (কুড়িগ্রাম Kuŗigram)
4. ラルモニールハット県（英語版）（Lalmonirhat District） (লালমনিরহাট Lalmonirhaţ)
5. ニルファマリ県（英語版）（Nilphamari District） (নীলফামারী Nilfamari)
6. ポンテョゴル県（英語版）（Panchagarh District） (পঞ্চগড় Pônchogôŗ)
7. ロンプール県（英語版）（Rangpur District） (রংপুর Rôņpur)
8. タクルガオン県（英語版）（Thakurgaon District） (ঠাকুরগাঁও Ţhakurgão)